# Prunus ssiori
Espèce
Classification phylogénétique
Prunus ssiori est une espèce de plantes à fleurs de la famille des Rosaceae. C'est un arbuste ornemental que l'on le trouve en Asie, notamment au Japon et en Russie, à l'état sauvage.